# Dominic Grieve
Pour les articles homonymes, voir Grieve.
Dominic Grieve, né le 24 mai 1956 à Lambeth, district de Londres, est un homme politique britannique. Il est procureur général dans le gouvernement Cameron.

## Biographie
Dominic Grieve est le fils de Percy Grieve (député de 1964 à 1983) et de la franco-anglaise Louise Mijouain. Il étudie au lycée français Charles-de-Gaulle, au Magdalen College, à l'université de Westminster et au Middle Temple. Il est totalement bilingue, s'exprimant aussi bien en français qu'en anglais. 

### Carrière professionnelle
Il est appelé au barreau du Middle Temple, l'un des quatre Inns of Court, en 1980, comme avocat spécialisé dans la santé et la sécurité au travail. Il devient membre de l'ordre des avocats en 2005 et nommé au Conseil de la Reine en 2008.

### Carrière politique
Il est élu conseiller du borough londonien de Hammersmith et Fulham en 1982.
Il est élu à la Chambre des communes comme représentant de Beaconsfield en 1997, à la suite du retrait de Tim Smith.
Il est nommé procureur général du cabinet fantôme par Michael Howard en 2003 et confirmé à cette fonction par le nouveau leader de l'opposition David Cameron. Il devient secrétaire d'État à l'Intérieur fantôme le 12 juin 2008, succédant à David Davis. Enfin, le 19 janvier 2009, il devient secrétaire d'État à la Justice fantôme.

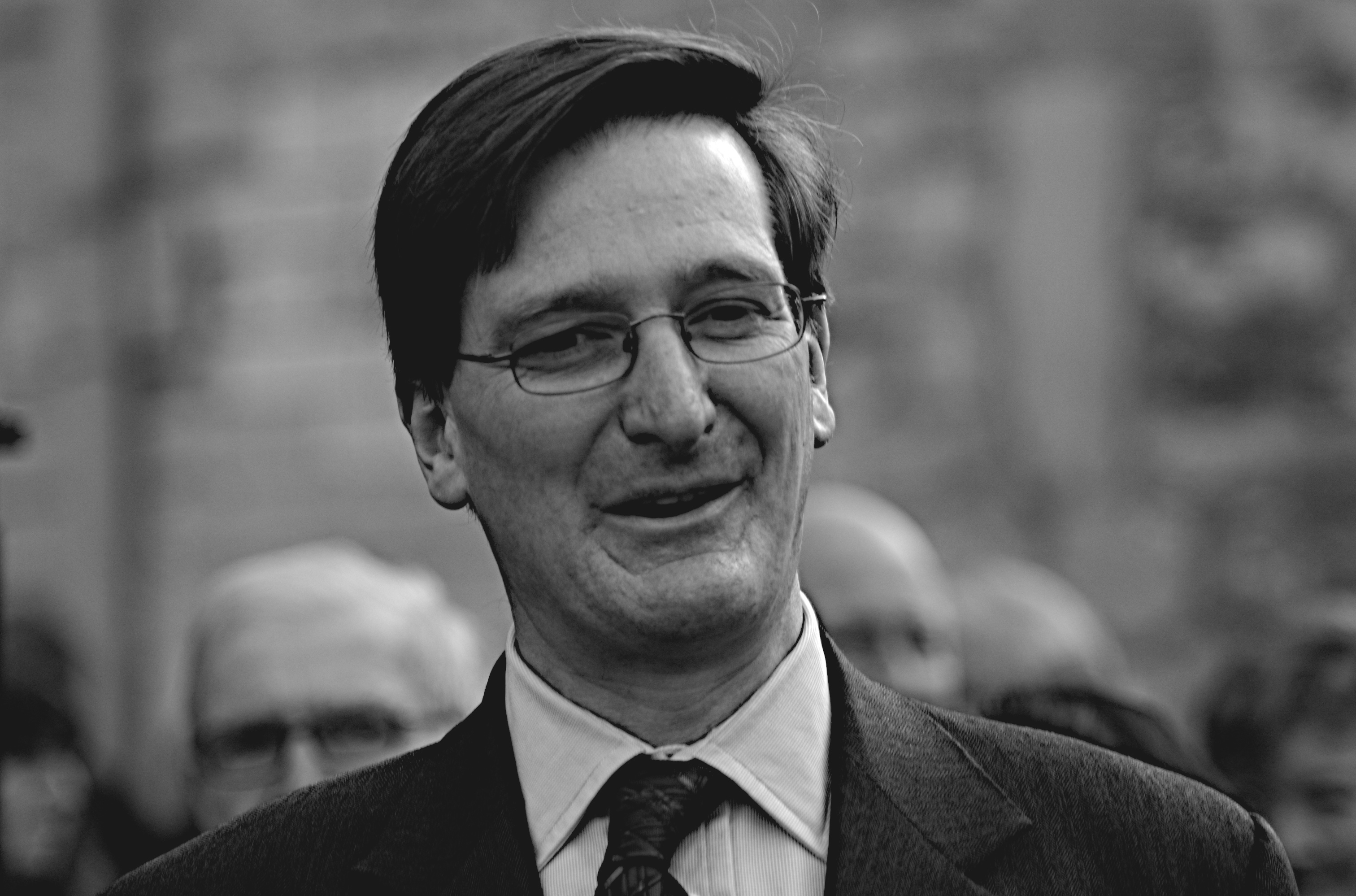
Dominic Grieve en 2007.

Il propose que le secrétaire d'État à l'Intérieur puisse détenir des personnes suspectes de terrorisme sans charge contre eux, et ce pendant une période maximale de 90 jours. Il a diffusé cette idée sur les radios françaises.
Il est nommé procureur général du Royaume-Uni après les élections générales de 2010.
Il est un des signataires d'une déclaration faite en décembre 2018 par un groupe de hauts conservateurs demandant un deuxième référendum sur le Brexit. Le 11 janvier 2019, lors de son discours à la convention pour un deuxième référendum, Grieve a qualifié le Brexit de « suicide national ».
Il fait partie des 21 députés conservateurs exclus du parti le 4 septembre 2019 pour avoir voté contre le Premier ministre Boris Johnson.